# E con Tango siamo in tre
E con Tango siamo in tre (titolo originale: And Tango Makes Three) è un libro per ragazzi scritto da Peter Parnell e Justin Richardson, e pubblicato nel 2005 da Simon & Schuster.
Il libro è basato sulla vera storia di Roy e Silo, due Pinguini antartici maschi dello zoo di Central Park di New York, che hanno "adottato" un uovo, facendo poi crescere il piccolo pinguino femmina, Tango.
Parlando quindi di una "coppia omosessuale che cresce un piccolo", il libro è stato vietato da molte biblioteche, diventando, secondo l'American Library Association, il libro maggiormente proibito del 2009, con accuse tra cui quelle di essere «antifamiliare», «antireligioso», «inadatto ai giovani», e «antietnico». Nel 2015 ha scatenato molte discussioni la decisione di Luigi Brugnaro, neoeletto sindaco di Venezia, di far ritirare il libro dalle scuole comunali, unitamente ad altre pubblicazioni sull'omogenitorialità facenti parte del progetto didattico "Leggere senza stereotipi".

## Edizioni
- Justin Richardson, Peter Parnell, E con Tango siamo in tre, Junior, 2010,  p. 32, ISBN 978-88-8434-345-1, SBN LO11298186.